# 殷元骐
殷元骐（1932年—），男，江苏吴江人，中国物理化学家，曾任中国科学院兰州化学物理研究所研究员，民盟中央委员，民盟甘肃省委副主任委员。